# Bolivia op de Olympische Zomerspelen 2020
Bolivia nam deel aan de Olympische Zomerspelen 2020 in Tokio, Japan. De selectie bestond uit vier atleten, actief in drie verschillende disciplines. De Boliviaanse atleten wisten geen medailles te behalen.

## Atleten
| sport    | mannen | vrouwen | totaal |
| -------- | ------ | ------- | ------ |
| Atletiek | 1      | 1       | 2      |
| Tennis   | 1      | 0       | 1      |
| Zwemmen  | 1      | 1       | 2      |
| totaal   | 3      | 2       | 5      |

## Sporten

### Atletiek
Mannen
Loopnummers
| atleet      | onderdeel | series | series | kwartfinale    | kwartfinale    | halve finale   | halve finale   | finale         | finale         |
| atleet      | onderdeel | tijd   | rang   | tijd           | rang           | tijd           | rang           | tijd           | rang           |
| ----------- | --------- | ------ | ------ | -------------- | -------------- | -------------- | -------------- | -------------- | -------------- |
| Bruno Rojas | 100 m     | 10,64  | 5      | niet geplaatst | niet geplaatst | niet geplaatst | niet geplaatst | niet geplaatst | niet geplaatst |

Vrouwen
Loopnummers
| atlete        | onderdeel          | series | series | kwartfinale | kwartfinale | halve finale | halve finale | finale  | finale |
| atlete        | onderdeel          | tijd   | rang   | tijd        | rang        | tijd         | rang         | tijd    | rang   |
| ------------- | ------------------ | ------ | ------ | ----------- | ----------- | ------------ | ------------ | ------- | ------ |
| Angela Castro | 20 km snelwandelen | n.v.t. | n.v.t. | n.v.t.      | n.v.t.      | n.v.t.       | n.v.t.       | 1:42.25 | 48     |

### Tennis
Mannen
| atleet       | onderdeel | eerste ronde         | tweede ronde         | derde ronde          | kwartfinale          | halve finale         | finale / BM          | finale / BM    |
| atleet       | onderdeel | tegenstander uitslag | tegenstander uitslag | tegenstander uitslag | tegenstander uitslag | tegenstander uitslag | tegenstander uitslag | rang           |
| ------------ | --------- | -------------------- | -------------------- | -------------------- | -------------------- | -------------------- | -------------------- | -------------- |
| Hugo Dellien | enkelspel | Djokovic V 2-6 2-6   | niet geplaatst       | niet geplaatst       | niet geplaatst       | niet geplaatst       | niet geplaatst       | niet geplaatst |

### Zwemmen
Mannen
| atleet           | onderdeel     | series | series | halve finale   | halve finale   | finale         | finale         |
| atleet           | onderdeel     | tijd   | rang   | tijd           | rang           | tijd           | rang           |
| ---------------- | ------------- | ------ | ------ | -------------- | -------------- | -------------- | -------------- |
| Gabriel Castillo | 100 m rugslag | 58,24  | 39     | niet geplaatst | niet geplaatst | niet geplaatst | niet geplaatst |

Vrouwen
| atlete       | onderdeel       | series | series | halve finale   | halve finale   | finale         | finale         |
| atlete       | onderdeel       | tijd   | rang   | tijd           | rang           | tijd           | rang           |
| ------------ | --------------- | ------ | ------ | -------------- | -------------- | -------------- | -------------- |
| Karen Torrez | 50 m vrije slag | 25,77  | =35    | niet geplaatst | niet geplaatst | niet geplaatst | niet geplaatst |